# 波茨坦
波茨坦（德語發音：[ˈpɔt͡sdam] ⓘ）是德国勃兰登堡州的州府和非县辖城市，其北部与柏林相邻（到柏林市中心约26公里）。波茨坦坐落于哈弗爾河边，是柏林/勃蘭登堡大都市區的一部分，它是勃兰登堡州人口最多的城市，也是该州的一个中心。
波茨坦曾经是许多重要事件的发生地点。波茨坦之于德国正如溫莎之于英国：其为普魯士国王和德国皇帝的夏宫所在，直到1918年。城市内有众多湖泊和独特的文化历史建筑，特别是德国境内最大的世界遗产，无忧宮以及周边的公园。而波茨坦会议，二战同盟国之间在二战后期召开的重要会议，则是在市内的另一座宫殿，塞琪琳霍夫宫召开的。

## 地理
波茨坦位于柏林西南，哈弗爾河中游，其周围的地理环境是冰川时期造成的湖泊和森林地区，市内谷地与冰川留下来的堆积山丘交替，尤其市南部这个地形特别明显。努特河在市内注入哈弗尔河。市内还有众多湖泊和运河。市内最高点海拔114.2米，最低点是哈弗尔河面，海拔29米。

### 周边市县
以下市县按顺时针方向比邻波茨坦：柏林、波茨坦-米特尔马克县（Potsdam-Mittelmark）和哈弗尔兰县。

### 行政区划
波茨坦的市区分七个居民区：波茨坦、巴伯尔斯贝格（Babelsberg）、博尔宁（Bornim）、博恩施泰特（Bornstedt）、德雷维茨（Drewitz）、内德利茨（Nedlitz）和萨克罗（Sacrow），这些居民区有些还继续分小区，此外波茨坦还有九个市区，这些市区本来是独立的镇，2003年10月26日被并入波茨坦。这些市区有自己的区议会和区长。按各个区人口不同其区议会的人数从3到9名不同。涉及市区的重大事件必须被区议会听取。
| 居民区及其下分的小区 | 居民区及其下分的小区 | 市区 |
| --- | --- | --- |
| - 波茨坦 - 柏林市郊 - 勃兰登堡市郊 - 市中心 - 耶格市郊（Jägervorstadt） - 基维特（Kiewitt） - 瑙恩市郊（Nauener Vorstadt） - 内德利茨（Nedlitz） - 西波茨坦 - 施拉茨（Schlaatz） - 泰尔托市郊（Teltower Vorstadt） - 滕普林市郊（Templiner Vorstadt） - 瓦尔德施塔特一区（Waldstadt I） - 瓦尔德施塔特二区（Waldstadt II） - 野园（Wildpark） - 市中心东区 | - 巴伯尔斯贝格（Babelsberg） - 小格利尼克（Klein Glienicke） - 博尔尼姆（Bornim） - 博恩施泰特（Bornstedt） - 德雷维茨（Drewitz） - 施泰恩区（Stern） - 基希施泰格费尔德（Kirchsteigfeld） - 内德利茨（Nedlitz） - 萨克罗（Sacrow） | - 艾谢（Eiche） - 法尔兰（Fahrland） - 卡措（Kartzow） - 克兰普尼茨（Krampnitz） - 戈尔姆（Golm） - 大格利尼克（Groß Glienicke） - 格鲁伯（Grube） - 施莱尼茨湖（Schlänitzsee） - 纳特韦德（Nattwerder） - 马夸特（Marquardt） - 新法尔兰（Neu Fahrland） - 萨茨科恩（Satzkorn） - 于茨-帕伦（Uetz-Paaren） - 帕伦 - 于茨 |

## 历史

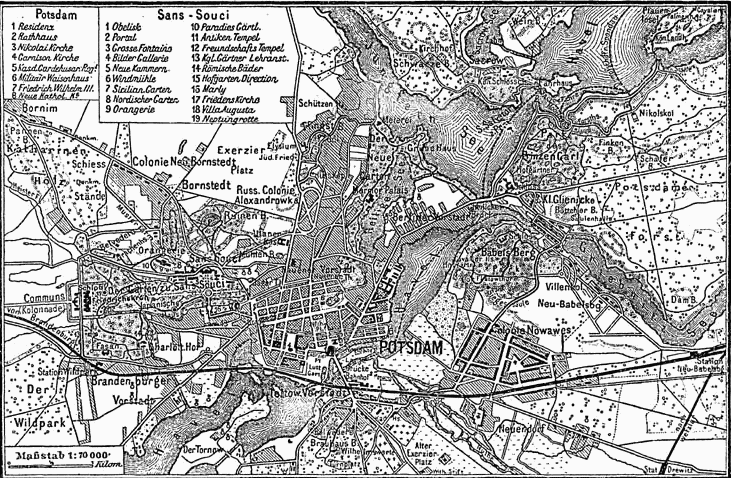
1888年的波茨坦地图

### 城市的发展
7世纪斯拉夫人中的一支哈弗尔人在哈弗尔河畔，努特河入口处的对面建立了一座城堡，在993年的一份赠送文件中首次提到Poztupimi这个名称。

#### 中世纪
12世纪中，德国人在原来的斯拉夫人的城堡约700米处的过河处建立了一座新城堡，在这座城堡的周围逐渐形成了一个居民点，而斯拉夫人的城堡则依然存在。1304年波茨坦被称为小城市（Stedeken），1317年的一份文件中称之为“城堡和小城市”。1345年波茨坦获得城市权，但很长时间里一直没有多少重要性。1573年波茨坦只有2000居民，市内仅有192座房屋。三十年战争后这198座房屋中的119座荒废，市内仅剩下了700人。

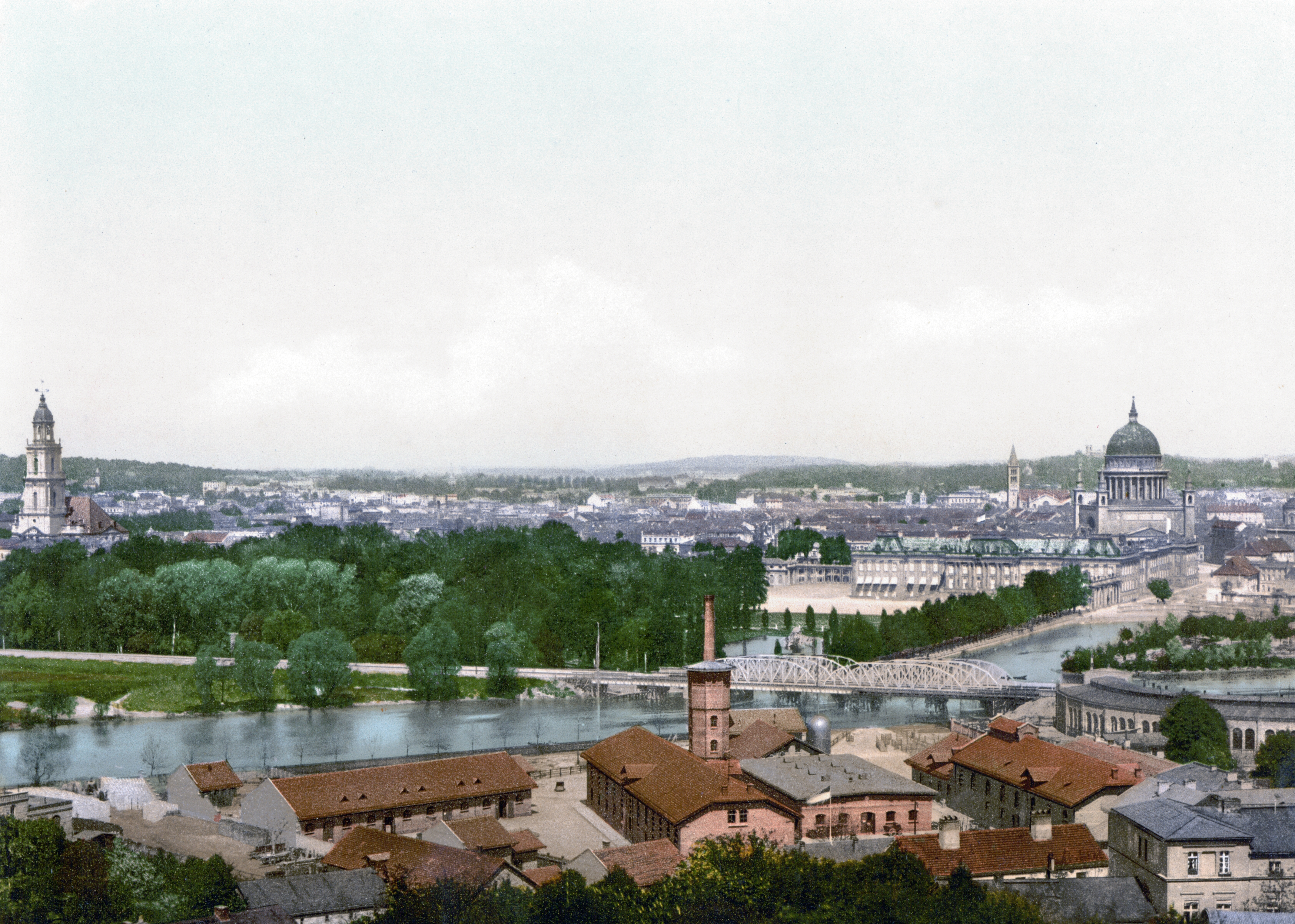
老明信片上的波茨坦市容

#### 新时期
1653年勃兰登堡的选帝侯开始限制其领地内贵族的权利，专制时期开始了。
1660年开始选帝侯腓特烈·威廉开始将波茨坦的城堡改建为王城宫邸波茨坦才得到发展。一开始这个王城宫邸只不过是一个打猎用的行宫，后来变成了普鲁士王家的夏宫。波茨坦成为普鲁士的一个重要兵营。许多对军事重要的手工业者在这里定居。市内的居民数大增，城市不断扩大。1745年腓特烈二世国王在市外造了一座人工的葡萄山，围绕着这座葡萄山他修建了无忧宮、一个大花园和其它建筑。19世纪许多官员在波茨坦定居。

#### 20世纪
柏林先是普鲁士王国、其后是德意志帝國的正式首都，但是宫廷依然驻在波茨坦，许多政府官员也定居于此。1914年，德皇威廉二世在新宫签署文件正式对協約國宣戰。1918年第一次世界大战结束，威廉二世退位，波茨坦丧失了作为副都的地位。
纳粹德国初期，1933年3月21日在波茨坦的兵营教堂中召开了所谓的“波茨坦日”。当时年迈的帝国总统兴登堡与帝国总理希特勒握手，这个事件被看作是德国军队与纳粹党的联盟的标志。
1945年4月14日，第二次世界大战末，波茨坦市中心受盟军轰炸摧毁严重。同年4月30日波茨坦被苏联红军占领。
从1945年7月17日到8月2日在最后一位德国皇储的宫殿塞琪琳霍夫宫召开了波茨坦会议，美国总统杜鲁门、英国首相邱吉尔和艾德礼和苏联元首斯大林在这里签署了波茨坦协定；杜鲁门、丘吉尔和当时的中华民国元首蒋中正发表了波茨坦公告。
德意志民主共和国时期波茨坦是波茨坦地区的首府。东德政府尝试消除掉普鲁士军国主义的痕迹。很多历史建筑被夷平，包括一些在战争中被严重损坏的建筑。
位于柏林西南面的波茨坦，紧靠着西柏林。在柏林墙建起后，波茨坦不但与西柏林完全隔离，同时与东柏林的通勤时间也大为增加。横跨哈弗尔河的格林尼克桥连接着波茨坦和西柏林，是冷战时期一些被捕间谍互相交换的地点。
两德合并后它成为勃兰登堡的州府。此后有众多计划以恢复城市的本来面貌，包括波茨坦皇宫和兵营教堂。

### 合并
在19世纪末为止波茨坦的市区相当小，由于市内建筑的需要市区多次扩张，主要方法是将周围的庄园合并到市区内。1928年无忧宫及其花园以及许多周围的岛屿、庄园被合并入市区。从1935年开始周围的村镇（有时强迫性地）也被合并入市区。最后一次合并是2003年10月。

### 人口发展

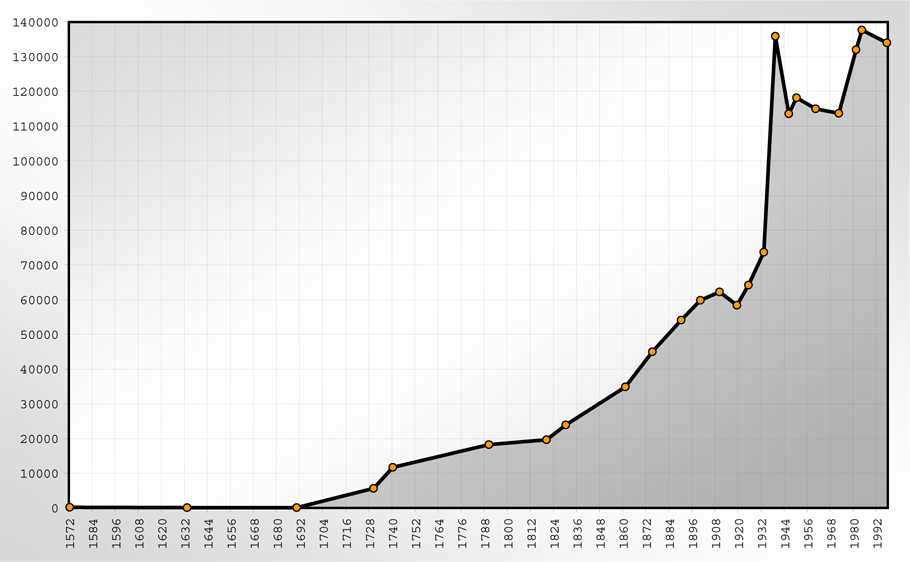
人口发展

1939年波茨坦合并了当时29,229人的巴貝斯堡后人口首次超过十万。两德统一后它的人口一度下降，但是通过吸收其它村镇以及通过移居到2005年它达到了历史上最高人口数：14.6万。
以下表格中列出历史上的人口发展情况。1833年以前的数据是估计的数据，此后的数据是人口普查或者市政府统计的数据。1843年以前的数据由于其统计方法不一可能有误。
| 年            | 人口   |
| ------------- | ------ |
| 1573年        | 2,000  |
| 1618年        | 1,400  |
| 1652年        | 700    |
| 1686年        | 1,000  |
| 1713年        | 1,500  |
| 1730年        | 5,640  |
| 1740年        | 11,708 |
| 1790年        | 18,257 |
| 1820年        | 19,619 |
| 1830年        | 23,930 |
| 1855年12月3日 | 32,400 |
| 1861年12月3日 | 34,870 |
| 1864年12月3日 | 42,200 |
| 1867年12月3日 | 42,900 |
| 1871年12月1日 | 43,800 |

| 年            | 人口    |
| ------------- | ------- |
| 1875年12月1日 | 45,003  |
| 1880年12月1日 | 48,447  |
| 1885年12月1日 | 50,877  |
| 1890年12月1日 | 54,125  |
| 1895年12月2日 | 58,500  |
| 1900年12月1日 | 59,796  |
| 1905年12月1日 | 61,414  |
| 1910年12月1日 | 62,243  |
| 1916年12月1日 | 49,151  |
| 1917年12月5日 | 47,657  |
| 1919年10月8日 | 58,397  |
| 1925年6月16日 | 64,203  |
| 1933年6月16日 | 73,676  |
| 1939年5月17日 | 136,056 |
| 1945年12月1日 | 111,293 |

| 年             | 人口    |
| -------------- | ------- |
| 1946年10月29日 | 113,568 |
| 1950年8月31日  | 118,180 |
| 1955年12月31日 | 117,571 |
| 1960年12月31日 | 115,004 |
| 1964年12月31日 | 110,083 |
| 1971年1月1日   | 111,336 |
| 1975年12月31日 | 119,482 |
| 1981年12月31日 | 132,543 |
| 1985年12月31日 | 139,497 |
| 1988年12月31日 | 142,862 |
| 1990年12月31日 | 139,794 |
| 1995年12月31日 | 136,619 |
| 2000年12月31日 | 129,324 |
| 2005年5月31日  | 146,500 |

### 宗教
一开始波茨坦属于勃兰登堡教省。1541年勃兰登堡的选帝侯引入宗教改革，波茨坦改为新教，其中信义宗占多数，少数属于归正宗。
1817年这两个教派合并，普鲁士国王成为其领袖。1918年开始勃兰登堡的新教教会成为德国新教教会的一部分，1947年开始它是东德新教教会的一部分，从2004年开始是全德新教教会的一部分。波茨坦除有属于新教教会的教会外还有一些属于自由教会的教会。
自从波茨坦成为兵营城后市内也有信天主教的士兵，从1722年开始市内也有天主教的组织。从1821年开始波茨坦的天主教徒受柏林的天主教机构管理。第二次世界大战后波茨坦受柏林的主教管理，1994年柏林的主教提升为大主教，波茨坦是这个大主教教省的一部分。
今天波茨坦还有两个犹太教组织，其中一个属于德国犹太人总会（Zentralrat der Juden in Deutschland），它有350名成员，另一个是一个独立的组织，此外波茨坦还有一个属于革新犹太教的亚伯拉罕—盖格—学院（Abraham-Geiger-Kolleg），它是目前德国唯一的一个培养拉比的学院。

## 政治
从1345年开始市内有一位市长，从1465年开始可以证实市内有一个市议会。在16世纪和17世纪里议会有四到五个成员（包括市长）。后来城市一般受勃兰登堡的选帝侯影响。从1722年开始老城和新城分别有其自己的长官。从1809年开始波茨坦不再律属于一个县，市内最高长官是市长，此外还有一个选举出来的市代表议会。
纳粹时代市长直接由纳粹党任命，市代表议会被解散。第二次世界大战后德国苏占区里成立了一个市议会，并从中推出一位市长。市议会是市民从民族阵线设立的名单中选举而出。两德合并后市议会由市民自由选举而出，它是市政府的最高机构。最近的一次选举是2003年10月26日，议会的当选期为五年。
市长由市民直接选举而出，最近的一次选举是2002年9月22日，由于当时没有候选人得以获得绝对多数，最后市长是于当年10月27日在首选得分最高的两名候选人中决定的。目前的市长是德国社会民主党的杨·雅克布斯，他以50.1%的极小多数战胜了左党（当时名为民主社会主义党）的选手。

### 市徽
波茨坦的市徽底色是金色的，图案是一个向左边看的红色的鹰，鹰的喙和爪是黑色的，鹰身上有黄色的平行四边形作为羽毛的示意。徽上有一个带有五个轮齿的、弯的、城堡式的冠。市旗是红白色的，前方是市徽。

### 姐妹城市
波茨坦是一个历史悠久的国际城市，这也体现在其姐妹城市的多样性上。在波茨坦和它的姐妹城市之间都能够找到历史、建筑和历史地位等相同点。值得注意的是，波茨坦在1988年和波恩结为友好城市，当时波恩是德国分裂时期西德的首都。
波茨坦有下列姐妹城市：
| 城市       | 国家                      | 缔结日期 |
| ---------- | ------------------------- | -------- |
| 奥波莱     | 波蘭                      | 1973年   |
| 博比尼     | 法國                      | 1974年   |
| 于韦斯屈莱 | 芬兰                      | 1985年   |
| 波恩       | 德国，北莱茵-威斯特法伦州 | 1988年   |
| 佩鲁贾     | 義大利                    | 1990年   |
| 苏瀑       | 美国，南达科他州          | 1990年   |
| 卢塞恩     | 瑞士                      | 2002年   |
| 凡尔赛     | 法國                      | 2016年   |
| 桑给巴尔市 | 坦桑尼亚                  | 2017年   |

## 经济和基础设施
自1990年两德统一以来，波茨坦经济发展情况良好。2016年共有13000个中小企业在该市注册，比2015年增加了380个。2016年该市共有81500人有稳定的工作，比2015年增加了1200人。2018年4月的失业率为5.4％。自2000年以来，居民平均可支配收入和贸易税收收入一直在稳步上升。
波茨坦经济的良好发展可以归因于其作为文化，服务业和科研中心的历史区位，这使得它能够适应现代市场经济对较高教育水平的要求。此外，波茨坦处于柏林大都市区，良好的地理位置对企业有较强的吸引力，容易形成企业集聚。波茨坦拥有优质的基础设施，如高速公路，铁路和机场等，并且还在不断发展。
根据2016未来地图，波茨坦在德国402个县级行政区中排名85，属于发展前景较好的地区，而且在勃兰登堡州内排名第一。在2018年德国电视二台对德国401个县级行政区生活质量的一项研究当中，波茨坦排名第四。

### 交通
由于它离柏林很近，因此通过高速公路赴波茨坦非常方便。在西部和南部它直接与所谓的柏林环相接，向东它与通向柏林市中心的高速公路A115相连。三条联邦公路经过波茨坦市區。
通过铁路赴波茨坦也很方便。从波茨坦出发的铁路可通往柏林各重要車站（如亞歷山大廣場、柏林中央車站、動物公園車站）、柏林－舍訥費爾德機場、于特博格、德绍、勃兰登堡和亨尼希斯多夫。波茨坦的铁路属于柏林铁路樞紐的一部分。
市内交通除有柏林城鐵（S-Bahn）的S7線外，還有眾多路面電車和巴士。波茨坦內有21條巴士線通往市內各區及包括斯潘道在內等鄰近地區，亦可利用685號巴士線從中央車站往來无忧宮。路面電車則將波茨坦中央車站跟舊城區及其他近郊相連起來。所有公共交通的车票均由柏林—勃兰登堡交通联盟所管轄，同時亦屬於柏林都市交通系統的C收費區範圍內，故此乘客可利用任何於柏林收費系統內標示可前往C區的車票前往波茨坦。

### 媒体
波茨坦有一份地区性的报纸《波茨坦最新新闻》，此外地区性的报纸《麦尔克通报》也有一个波茨坦版本。柏林—勃兰登堡电台在波茨坦有一个播音台，此外当地还有一些私办的电台。波茨坦市内有一个当地的电视台。从1997年开始市内还有一份免费的、介绍当地活动、娱乐节目、饭店的月刊。

### 教育与研究
波茨坦大学于1991年成立。其前身是1948年成立的勃兰登堡州立高等学校，1950年代初这个高等学校被改名为卡尔·李卜克内西师范学院，它是东德最大的师范学院。
此外市内还有一个1954年成立的德国电影高校，1985年改名为波茨坦电影和电视高等学校。
波茨坦大专是一个比较新的高等学校。
哈索—普拉特纳研究所（Hasso-Plattner-Institut）是一个私立学校，它培养软件系统技术的学士和硕士。
此外下列研究机构位于波茨坦：
- 弗朗霍夫应用多聚体研究所
- 马克斯—普朗克胶体和界面研究所
- 马克斯—普朗克引力物理研究所
- 马克斯—普朗克植物分子生理学研究所
- 波茨坦地质研究中心
- 波茨坦气候影响研究所（PIK） （页面存档备份，存于）
- 以及一些柏林—勃兰登堡科学院的机构

## 文化和名胜

### 剧院
- 波茨坦的汉斯-奥托剧院於2006年9月完工
- 市内有一些表演队

### 博物馆和纪念馆
- 波茨坦博物馆
  - 自然博物馆
  - 城市历史博物馆
  - 1944年7月20日纪念馆
  - 林登街54号纪念馆（原国家安全部监狱）
  - 格里尼克桥历史展览
- 勃兰登堡-普鲁士历史展览
- 杨·波曼楼（荷兰区历史和建筑展览）
- 亚历山德洛娃博物馆（俄罗斯区历史和建筑展览）
- 波茨坦电影博物馆
- 磨博物馆
- 柏林城市快速列车博物馆
- 幼儿园博物馆
- 前克格勃监狱纪念馆

### 建筑和公园
- 无忧宮公园
  - 无忧宫
  - 新仓库
  - 画廊
  - 中国房
  - 和平教堂
  - 新宫
  - 古庙
  - 友好庙
  - 罗马浴池
  - 夏洛滕霍夫宫
  - 橙园城堡
  - 贝尔维德宫
  - 龙房
  - 古磨
- 伯恩斯泰德皇家庄园
- 俄罗斯区
  - 东正教教堂
- 贝尔维德宫
  - 波摩纳庙
- 老市政府
- 幸运门
- 英根海姆别墅
- 前大军队孤儿院
- 无忧公园的机械房
- 荷兰区
- 格里尼克桥
- 新公园
  - 大理石宫
  - 塞琪琳霍夫宫
  - 农庄
- 巴贝斯堡公园
  - 巴贝斯堡宫
  - 小宫
  - 蒸汽机房
  - 水手房
  - 弗拉托夫塔
  - 水渠系统
- 教堂
  - 圣尼古拉
  - 圣彼得和保禄
  - 法国教堂
  - 拯救教堂
  - 萨克洛夫门教堂
  - 无忧公园和平教堂
  - 兵营教堂（二战后被拆毁）
- 城门：
  - 勃兰登堡门
  - 瑙恩门
  - 猎手门
  - 柏林门（部分被存）
  - 新城门（部分被存）
- 新巴贝斯堡别墅区
- 爱因斯坦塔
- 友谊岛
- 波茨坦悠闲公园
- 波茨坦人民公园

### 其它名胜
- 波茨坦生态圈
- 植物园
- 巴贝斯堡电影公园
- 野物公园
- 城市运河

### 定期活动
- 每年一度的公园夜
- 波茨坦舞蹈日
- 剧院节
- 圣诞市场和郁金香市场
- 国际大学生电影节
- 公园表演

### 体育
足球队、女子足球队、橄榄球队等。

### 音乐
波茨坦有一些乐队和定期的音乐节。

## 人物
以下人物是在波茨坦出生的：
- 1767年6月22日：威廉·冯·洪堡，德国学者和政治家
- 1770年8月3日：腓特烈·威廉三世，普鲁士国王
- 1801年9月21日：莫里茨·赫尔曼·冯·雅科比，工程师和物理学家
- 1804年12月10日：卡尔·古斯塔夫·雅科布·雅科比，数学家
- 1821年8月31日：赫尔曼·冯·亥姆霍兹，医生和物理学家
- 1831年10月18日：腓特烈三世，德意志皇帝兼普鲁士国王
- 1834年2月16日：恩斯特·海克尔：哲学家
- 1882年1月23日：马丁·斯坦基，德国佛教学者和作家
- 1892年1月22日：康拉德·维德，演员
- 1934年9月2日：席拉·贝歇，摄影师
- 1944年11月18日：沃夫冈·卓普，服装设计师
- 1953年12月29日：马蒂亚斯·普拉策克，政治家，勃兰登堡州州长
- 1974年，安特耶·拉维克·施图伯尔，作家